# Myrsine balansae
Myrsine balansae là một loài thực vật có hoa trong họ Anh thảo. Loài này được (Mez) Otegui mô tả khoa học đầu tiên năm 1998.